# Noyant-la-Gravoyère
Pour les articles homonymes, voir Noyant (homonymie).
Noyant-la-Gravoyère est une ancienne commune française située dans le département de Maine-et-Loire, en région Pays de la Loire.
Elle est depuis le 15 décembre 2016 intégrée à la nouvelle commune de Segré-en-Anjou Bleu.

## Géographie

### Localisation
Commune angevine du Segréen, Noyant-la-Gravoyère se situe au nord de Bourg-d'Iré, sur la route D 775, Pouancé - Segré.

### Hydrographie
Plusieurs étangs se trouvent sur la commune : l'étang de la Coudre, l'étang de Saint-Blaise et l'étang de la Corbinière sont formées par le ruisseau du Misengrain. La limite sud de la commune est formée par la Verzée, dans lequel se jette le ruisseau de la Dionnais. L'ensemble hydrographique formé par le Misengrain et ses étangs a été classé en ZNIEFF par l'INPN.

## Toponymie
Une première mention de Noyant-la-Gravoyère apparaît en 1177 sous la dénomination de Noientum. On retrouve Nioent en 1264, Nogentum en 1419, puis Noyens la Gravierre en 1585, Noyant-la-Gravaire en 1651 et Noyant-la-Gravelle en 1705.
Le terme Noyant proviendrait du mot gallo-romain noventium, dérivé de l'adjectif celte noviento, « nouveau ». Cette dénomination désigne alors une cité nouvelle pendant la période gallo-romaine. De la même origine provienne les communes de Noyant et Noyant-la-Plaine.
L'ajout Gravoyère, plus tardif, provient de la déformation de gravière, ayant pour origine l'ancien mot celte grava désignant une petite pierre. L'ajout de ce terme est lié aux nombreuses exploitations de roches diverses à Noyant, dont l'exploitation de schiste avec les ardoisières de Misengrain et de La Gatelière, ainsi que des mines de fer proches.

## Histoire

### Antiquité, Moyen Âge et Ancien Régime
La commune de Noyant-la-Gravoyère est située le long de l'ancienne voie romaine reliant Angers à Rennes. Une ancienne borne milliaire au lieu-dit la Gatelière a disparu à la fin du XVIIIe siècle.
En 1177, l'église de Noyant est aux mains de laïques et est racheté par Geoffroy La Mouche, évêque d'Angers. L'église est donné en collation au chapitre d'Angers, et semble être un centre paroissial. Au XVe siècle, lors de la fondation du prieuré Saint-Blaise, chapelle du fief seigneurial de La Gravoyère, elle n'est plus qu'une annexe de la cure du Bourg-d'Iré.
Au XVIIe siècle, on trouve sur le territoire de l'actuelle commune un nombre important d'ouvriers du bois et de l'ardoise. Le 10 octobre 1636, lors du mariage de Renée Lailler et Charles de Scépeaux, les fiefs de la Roche et de la Gravoyère sont réunis. En 1789, le territoire dépend du bailliage et de l'élection d'Angers, ainsi que du grenier à sel de Pouancé. Si Noyant est alors une communauté taillable distincte, elle n'est que succursale du Bourg-d'Iré.

### Révolution etXIXesiècle
Lors de la Révolution, le vicaire du Bourg-d'Iré desservant Noyant refuse de prêter serment et est déporté jusqu'en 1800. Lors des troubles de la Chouannerie, la commune est décrite comme ralliée aux chouans. Le maire lui-même accueille le vicaire du Bourg-d'Iré avant sa déportation pour communier 200 personnes. Le culte est ensuite célébré clandestinement par le curé de Saulgé-l'Hôpital. En 1795, les chouans des environs de Noyant étaient dirigés par un certain Robier, dit Pique-en-Bois.
En 1803, Noyant-la-Gravoyère est érigée en paroisse. En 1840, une école mixte est tenue dans la commune par une sœur religieuse de Saint-Charles. En 1875, une école de garçon est construite.

### XXesiècle: apogée puis déclin des mines
En 1912, la mine de fer du Bois I est ouverte par la société des mines de fer de Segré. Lors de la Première Guerre mondiale, la commune perd 68 hommes. 17 autres habitants décèderont lors de la Seconde Guerre mondiale. L'entre-deux-guerres voit la construction de l'ensemble scolaire public et mixte en 1932, nommé par la suite René Brossard du nom de l'instituteur résistant de Segré arrêté en juin 1943, emprisonné au Pré-Pigeon à Angers aux côtés d'Adrien Tigeot, et mort en prison le 23 octobre de la même année.
En août-septembre 1921, une équipe de bénévoles encadrée, entre autres, par l'abbé Levesque, aménage un vélodrome en bordure de la route de Segré à Pouancé (à l'angle des rues Constant Gérard et Ludovic Ménard). Début octobre, il est affilié à l'Union Vélocipédique de France. Les premières courses officielles ont lieu le 9 octobre. Il est abandonné au bout de quelques années. Les courses qui s'y déroulaient étaient organisées par "La Noyantaise", société sportive plus connue pour ses activités de gymnastique.
En janvier 1934, à l'initiative de Léon Dohin, ardoisier et ancien champion régional, la société Cycliste "La Joyeuse" est recréée. Il donne un terrain lui appartenant situé au lieu-dit "La Promenade" afin d'y aménager un nouveau vélodrome. La piste en terre battue est réalisée uniquement par des bénévoles. Dès la première saison, trois réunions cyclistes y sont organisées. Chaque année, la piste est remaniée : Ainsi, en 1935, le virage Est est refait et en 1936 le tracé est entièrement modifié.
En 1938, le vélodrome de La Promenade, comme on l'appelle alors, est doté d'une tribune en bois. La popularité et l'attrait du vélodrome grandissent, la plus importante course réunissant 400 compétiteurs en 1942.
Début 1951, une nouvelle rangée de gradins en ardoise est aménagée face aux tribunes existantes avec l'aide d'une soixantaine de bénévoles. Le 18 novembre, l'assemblée du comité d'Anjou de la Fédération française de cyclisme, réunie à Nantes, décide que les Championnats d'Anjou 1952 auront lieu sur le vélodrome de Noyant-la-Gravoyère. À la suite de cette annonce, une assemblée extraordinaire de « La Joyeuse » se tient le 23 décembre. Il est décidé de remplacer la piste en terre battue par une piste en ciment. Des plans sont réalisés par Jean Alibert, ingénieur et géomètre des mines de fer. Il prend pour modèle le vélodrome de Milan.
En 1952, on inaugure le vélodrome en ciment qui porte désormais le nom de Georges Paillard, champion cycliste natif de Sainte-Gemmes-d'Andigné.
L'école maternelle public et mixte ouvre en 1978.
En 1979, on compte encore 411 employés aux ardoisières de Misengrain, produisant 17 000 tonnes d'ardoises, soit 23 % de la production du département tandis que la mine du Bois I produit 11 400 tonnes de fer par mois, employant 253 ouvriers. Les difficultés économiques s'accumulent pour l'industrie minière, entraînant la fermeture de la mine de fer du Bois I en 1985, puis la liquidation de la Société des Ardoisières d'Anjou en 1986, avec pour conséquence la fermeture des ardoisières et le licenciement de 310 employés. Malgré une reprise annoncée en janvier 1987 et effective en 1989 par les Ardoisières d'Angers avec un effectif restreint de 98 employés, la mine ferme définitivement en 1999.
En 1986, la commune mise sur le tourisme pour faire face aux difficultés induites par les fermetures des mines. Le parc de loisirs Saint-Blaise, près de l'étang du même nom, est construit en juin 1986 avec l'aide de bénévoles. L'année suivante, la commune réaménage l'ancien site ardoisier de la Gatelière pour créer la Mine bleue, qui ouvre ses portes en 1991. Faute de rentabilité, le site ferme en 2000, avant d'être repris par la société société FD Tourisme qui le rouvre en 2007. L'entreprise mise en liquidation judiciaire fin 2013, la Mine bleue est depuis gérée par le Pays de l'Anjou bleu, Pays segréen.

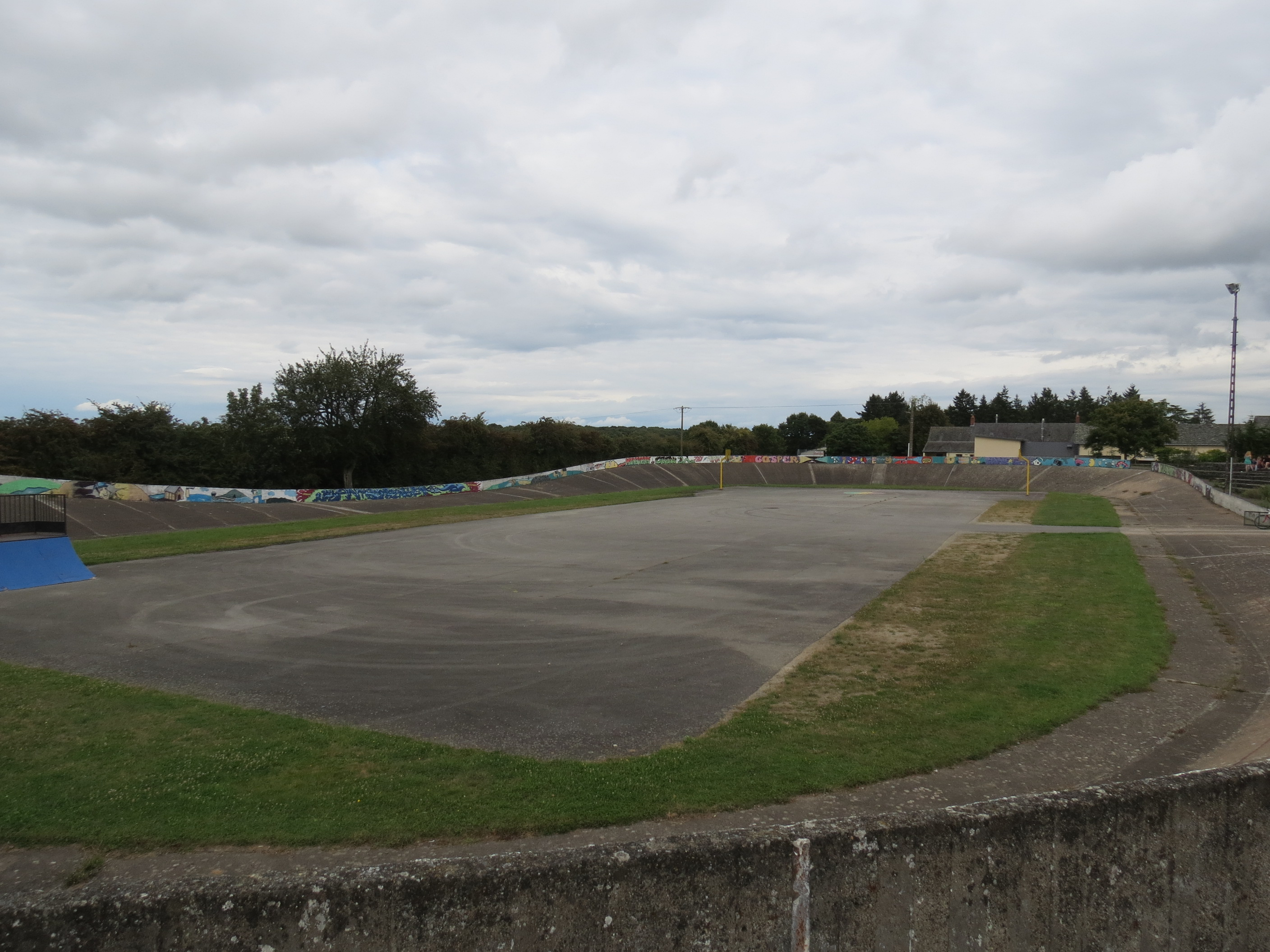
Le vélodrome de Noyant.
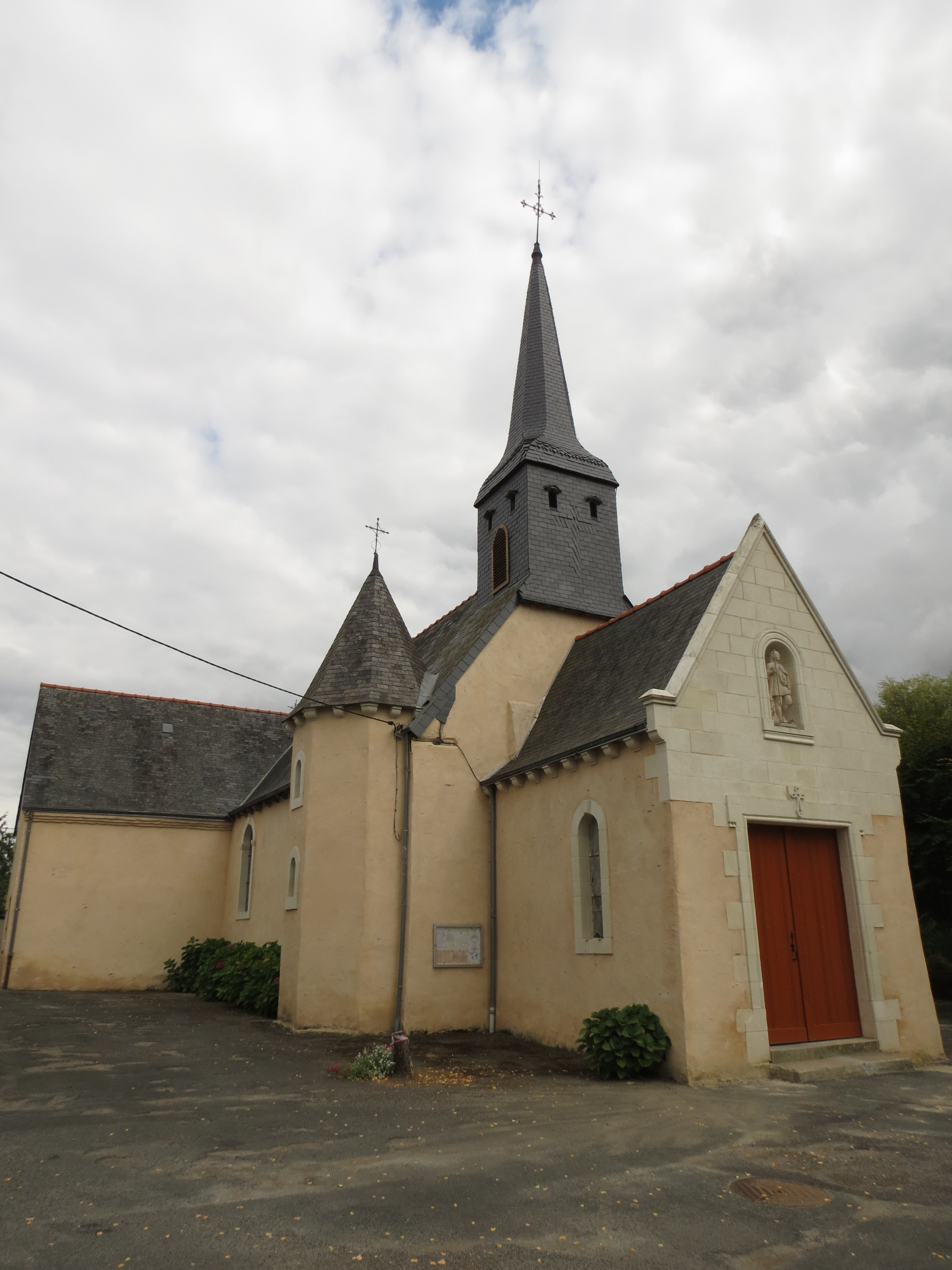
L'église Saint-Georges.

## Politique et administration

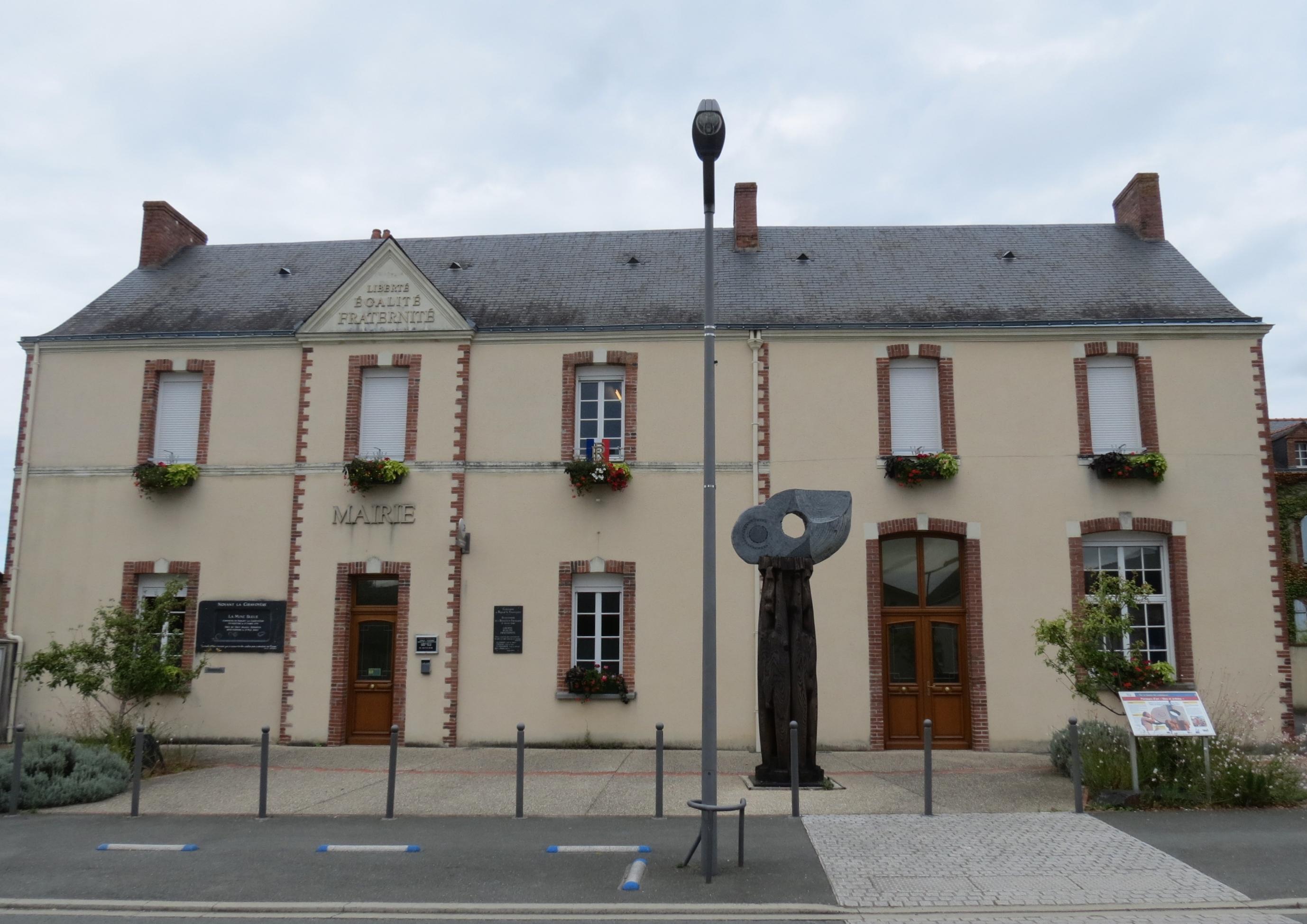
Façade de la mairie.

### Administration municipale

#### Administration actuelle
Depuis le 15 décembre 2016 Noyant-la-Gravoyère constitue une commune déléguée au sein de la commune nouvelle de Segré-en-Anjou Bleu et dispose d'un maire délégué.
| Période                                  | Période   | Identité           | Étiquette | Qualité |
| ---------------------------------------- | --------- | ------------------ | --------- | ------- |
| décembre 2016                            | août 2018 | Jean-Noël Gaultier |           |         |
| août 2018                                | en cours  | Daniel Brossier,   |           |         |
| Les données manquantes sont à compléter. |           |                    |           |         |

#### Administration ancienne
| Période                                  | Période        | Identité                          | Étiquette   | Qualité                          |
| ---------------------------------------- | -------------- | --------------------------------- | ----------- | -------------------------------- |
| 1791                                     | 1792           | René Dumesnil                     |             | Élu député en 1789               |
| 1792                                     | 1792           | Jacques Poullain                  |             |                                  |
| 1793                                     | 1794           | François Dutitre                  |             | Officier public                  |
| 1795                                     | 1799           | René Buisson                      |             | Officier public                  |
| 1800                                     | 1807           | Pierre Buisson                    |             |                                  |
| janvier 1808                             | septembre 1812 | Charles-Clovis Brillet de Candé   |             | Démissionnaire en septembre 1812 |
| septembre 1812                           | août 1830      | (Jean) Prosper Brillet de Candé   |             |                                  |
| 1830                                     | avril 1831     | René François Buisson             |             |                                  |
| avril 1831                               | février 1835   | Rémy Buisson                      |             |                                  |
| février 1835                             | août 1840      | René François Buisson             |             |                                  |
| août 1840                                | août 1848      | René Yves François Jallot         |             |                                  |
| août 1848                                | août 1854      | Julien Gaultier                   |             | Mort en fonction                 |
| novembre 1854                            | septembre 1857 | (Clovis) Antonin Brillet de Candé |             | Mort en fonction                 |
| octobre 1857                             | octobre 1862   | René François Buisson             |             |                                  |
| octobre 1862                             | novembre 1870  | Alexis Chevrollier                |             |                                  |
| novembre 1870                            | avril 1883     | Auguste Ligot                     |             |                                  |
| avril 1883                               | août 1894      | (Amédée) Paul Brillet de Candé    |             | Démissionnaire en août 1894      |
| août 1894                                | janvier 1907   | Pierre Brillet de Candé           |             | Révoqué en janvier 1907          |
| février 1907                             | juin 1914      | Jean Desmats                      |             | Mort en fonction                 |
| juillet 1914                             | mai 1925       | Pierre Brillet de Candé           |             |                                  |
| mai 1925                                 | mai 1929       | René Gicquel                      |             |                                  |
| mai 1929                                 | octobre 1933   | Henri Sabran                      |             | Démissionnaire en octobre 1933   |
| octobre 1933                             | mai 1945       | Constant Guiot                    |             |                                  |
| mai 1945                                 | octobre 1947   | Alfred Coutinot                   |             |                                  |
| octobre 1947                             | mars 1971      | Guillaume Brillet de Candé        |             |                                  |
| mars 1971                                | mars 1977      | Serge Gohier                      |             |                                  |
| mars 1977                                | mars 2014      | Daniel Dupuis                     | PS puis PRG | Ancien conseiller général        |
| mars 2014                                | décembre 2016  | Jean-Noël Gaultier                |             |                                  |
| Les données manquantes sont à compléter. |                |                                   |             |                                  |

### Ancienne situation administrative
La commune était membre de la communauté de communes du Canton de Segré, elle-même membre du syndicat mixte Pays de l'Anjou bleu, Pays segréen, jusqu'à son intégration dans Segré-en-Anjou Bleu.

## Population et société

### Évolution démographique
L'évolution du nombre d'habitants est connue à travers les recensements de la population effectués dans la commune depuis 1793. À partir du 1er janvier 2009, les populations légales des communes sont publiées annuellement dans le cadre d'un recensement qui repose désormais sur une collecte d'information annuelle, concernant successivement tous les territoires communaux au cours d'une période de cinq ans. 
Pour les communes de moins de 10 000 habitants, une enquête de recensement portant sur toute la population est réalisée tous les cinq ans, les populations légales des années intermédiaires étant quant à elles estimées par interpolation ou extrapolation. Pour la commune, le premier recensement exhaustif entrant dans le cadre du nouveau dispositif a été réalisé en 2004,.
En 2014, la commune comptait 1 894 habitants, en évolution de +2,49 % par rapport à 2009 (Maine-et-Loire : +3,3 %, France hors Mayotte : +2,49 %).
| 1793 | 1800 | 1806 | 1821 | 1831 | 1836 | 1841 | 1846 | 1851 |
| ---- | ---- | ---- | ---- | ---- | ---- | ---- | ---- | ---- |
| 443  | 270  | 322  | 404  | 481  | 478  | 468  | 478  | 500  |

| 1856 | 1861 | 1866 | 1872 | 1876 | 1881 | 1886 | 1891 | 1896  |
| ---- | ---- | ---- | ---- | ---- | ---- | ---- | ---- | ----- |
| 493  | 519  | 608  | 635  | 663  | 816  | 851  | 823  | 1 021 |

| 1901  | 1906  | 1911  | 1921  | 1926  | 1931  | 1936  | 1946  | 1954  |
| ----- | ----- | ----- | ----- | ----- | ----- | ----- | ----- | ----- |
| 1 325 | 1 495 | 1 393 | 1 449 | 1 930 | 1 871 | 1 622 | 1 606 | 1 837 |

| 1962  | 1968  | 1975  | 1982  | 1990  | 1999  | 2004  | 2009  | 2014  |
| ----- | ----- | ----- | ----- | ----- | ----- | ----- | ----- | ----- |
| 1 961 | 1 932 | 1 874 | 1 963 | 1 813 | 1 761 | 1 767 | 1 848 | 1 894 |

### Pyramide des âges
La population de la commune est relativement âgée. Le taux de personnes d'un âge supérieur à 60 ans (26,9 %) est en effet supérieur au taux national (21,8 %) et au taux départemental (21,4 %).
À l'instar des répartitions nationale et départementale, la population féminine de la commune est supérieure à la population masculine. Le taux (50,7 %) est du même ordre de grandeur que le taux national (51,9 %).
La répartition de la population de la commune par tranches d'âge est, en 2008, la suivante :
- 49,3 % d’hommes (0 à 14 ans = 18,7 %, 15 à 29 ans = 17,4 %, 30 à 44 ans = 18,3 %, 45 à 59 ans = 22 %, plus de 60 ans = 23,7 %) ;
- 50,7 % de femmes (0 à 14 ans = 16,6 %, 15 à 29 ans = 15 %, 30 à 44 ans = 17,9 %, 45 à 59 ans = 20,5 %, plus de 60 ans = 30 %).

| Hommes | Classe d’âge | Femmes |
| ------ | ------------ | ------ |
| 0,3    | 90 ans ou +  | 1,2    |
| 8,2    | 75 à 89 ans  | 12,5   |
| 15,2   | 60 à 74 ans  | 16,3   |
| 22,0   | 45 à 59 ans  | 20,5   |
| 18,3   | 30 à 44 ans  | 17,9   |
| 17,4   | 15 à 29 ans  | 15,0   |
| 18,7   | 0 à 14 ans   | 16,6   |

| Hommes | Classe d’âge | Femmes |
| ------ | ------------ | ------ |
| 0,4    | 90 ans ou +  | 1,1    |
| 6,3    | 75 à 89 ans  | 9,5    |
| 12,1   | 60 à 74 ans  | 13,1   |
| 20,0   | 45 à 59 ans  | 19,4   |
| 20,3   | 30 à 44 ans  | 19,3   |
| 20,2   | 15 à 29 ans  | 18,9   |
| 20,7   | 0 à 14 ans   | 18,7   |

## Économie
Sur 85 établissements présents sur la commune à fin 2010, 9 % relevaient du secteur de l'agriculture (pour une moyenne de 17 % sur le département), 8 % du secteur de l'industrie, 14 % du secteur de la construction, 48 % de celui du commerce et des services et 20 % du secteur de l'administration et de la santé.

## Culture locale et patrimoine

### Lieux et monuments
- Château de La Roche.
- Château de la Gravoyère, site archéologique de l'ancien fief de la Gravoyère.
- La Mine bleue, ancienne mine d'ardoise ; elle constituait, lorsqu'elle était encore en service de 1916 à 1986, le principal employeur de la commune. Dans les années 1990, elle fut transformée en musée naturel, permettant au public de découvrir le lieu où travaillaient autrefois les mineurs. En 2007, après dix ans de fermeture, le site touristique de la Mine Bleue, racheté par le syndicat mixte Pays du Haut-Anjou Segréen (devenu Pays Anjou Bleu) a rouvert, proposant une visite de ce site ardoisier, avec descente en funiculaire à 130 mètres sous terre, nouvelle scénographie et d'autres attractions[32].
- Le Vélodrome Georges Paillard[33],[34].
- Salle des Parageots. Ancien cinéma bâti par des mineurs ardoisiers. Cette salle accueille aujourd'hui différents évènements : théâtre, concerts, résidences, ateliers, etc[35]. L'association Chaou Baou y a régulièrement organisé des concerts entre 2006 et 2015[36].
- Cité jardin. Dans les années 1920, une cité ouvrière est construite pour les ouvriers des ardoisières. Elle est composée de pavillons semblables mais tous différents, équipés de toilettes et d'eau courante voire d'électricité et implantés le long de rues courbes. Ce modèle se distingue des corons à l'anglaise et des pavillons doubles ou quadruples rencontré dans les bourgs miniers alentour.

### Personnalités liées à la commune
- Bertrand Roiné (1981- ), handballeur formé au club sportif Noyant-Bel-Air.